# 中文广播列表
中文广播列表收录的是采用中文为主要播音语言的广播电台。

## 中文地区

### 中国大陆

#### 中央级中文广播
- 中央人民广播电台
- 中国国际广播电台

#### 省级中文广播
- 北京人民广播电台
- 天津人民广播电台
- 河北人民广播电台
- 山西人民广播电台
- 内蒙古人民广播电台
- 辽宁人民广播电台
- 吉林人民广播电台
- 黑龙江人民广播电台
- 上海人民广播电台
- 江苏人民广播电台
- 浙江人民广播电台
- 安徽人民广播电台
- 福建人民广播电台
- 江西人民广播电台
- 山东人民广播电台
- 河南人民广播电台
- 湖北人民广播电台
- 湖南人民广播电台
- 广东人民广播电台
- 广西人民广播电台
- 海南人民广播电台
- 重庆人民广播电台
- 四川人民广播电台
- 贵州人民广播电台
- 云南人民广播电台
- 西藏人民广播电台
- 陕西人民广播电台
- 甘肃人民广播电台
- 青海人民广播电台
- 宁夏人民广播电台
- 新疆人民广播电台
- 新疆兵团之声

### 香港
- 香港电台
- 新城电台
- 商业电台

### 澳门
- 澳门电台
- 绿邨电台

### 台湾
- 中國廣播公司
- 中央廣播電臺
- Hit FM聯播網
- KISS_Radio

## 亚洲地区

### 新加坡
- 新传媒电台
- So Drama! 娛樂
- 新报业媒体有限公司

### 韩国
- 韩国国际广播电台

### 日本
- 日本广播协会

## 美洲地区

### 美国
美国之音
自由亚洲电台